# Pojedeme k moři
Pojedeme k moři je český film Jiřího Mádla z roku 2014, který touto komedií[zdroj⁠?!] debutuje na filmovém plátně jako režisér. Vypráví o jedenáctiletém Tomáši, který k narozeninám dostane kameru (digitální fotoaparát Nikon D5200) a začne natáčet film o své rodině.
Film se představil na Evropském filmovém trhu v rámci Berlinale 2014.
O startovním víkendu byl film nasazen v padesáti kinech a přišlo na něj více než devět tisíc diváků.

## Výroba
Film se natáčel v červenci 2013 převážně v dějišti příběhu, v Českých Budějovicích (např. v Krajinské ulici či na Sokolském ostrově), ale také např. v Trhových Svinech a na Rudolfově. Natáčení bylo plánováno do začátku srpna. Film byl kompletně natočen na digitální zrcadlovku Nikon D4.

## Obsazení
| Petr Šimčák          | Tomáš           |
| Jan Maršál           | Haris           |
| Ondřej Vetchý        | otec            |
| Lucie Trmíková       | matka           |
| Anastásia Chocholatá | Stáňa           |
| Jaroslava Pokorná    | babička         |
| Miroslav Táborský    | taxikář         |
| Lukáš Hrabák         |                 |
| Zdeněk Bařinka       |                 |
| Michaela Majerníková | Harisova máma   |
| Miloslav Šmídmajer   | pokladní v kině |

## Ocenění
Na festivalu Finále Plzeň získal film zvláštní uznání poroty. Na festivalu ve Zlíně získal cenu za dětský herecký výkon Petr Šimčák, film obdržel také cenu dětské poroty.
Na Cenách české filmové kritiky 2014 získal film pět nominací, proměnil z nich jednu: cenu za objev roku pro Jiřího Mádla. Na cenách Český lev 2014 získal tři nominace (nejlepší film, režie a scénář), ale neproměnil žádnou z nich.

## Recenze
- Mirka Spáčilová, iDNES.cz
- Václav Rybář, MovieZone.cz
- František Fuka, FFFilm
- Kamil Fila, Respekt